# Nadieżda Roszczina
Nadieżda Nikołajewna Roszczina (ros. Надежда Николаевна Рощина; ur. 30 czerwca 1954 w Staroj Porubiożce) – radziecka wioślarka, srebrna medalistka olimpijska z Montrealu (1976).
W 1976 roku wystąpiła na igrzyskach olimpijskich w Montrealu, podczas których wzięła udział w jednej konkurencji – rywalizacji ósemek. Reprezentantki Związku Radzieckiego (w składzie: Lubow Tałałajewa, Nadieżda Roszczina, Klavdija Koženkova, Ołena Zubko, Olha Kołkowa, Nelli Tarakanowa, Nadija Rozhon, Olha Huzenko i Olha Puhowśka) zdobyły w tej konkurencji srebrny medal olimpijski, uzyskując w finale czas 3:36,17 i przegrywając jedynie z osadą z Niemieckiej Republiki Demokratycznej. W pierwszej rundzie uzyskały rezultat 3:00,19, dzięki czemu poprawiły ówczesny rekord olimpijski.
W 1976 roku zdobyła złoty medal mistrzostw ZSRR w ósemkach ze sternikiem, rok później w mistrzostwach kraju zdobyła brązowy medal, a w kolejnym roku srebrny.
W 2001 roku za osiągnięcia sportowe została wyróżniona tytułem Zasłużonego Mistrza Sportu Rosji.